# Litoria jervisiensis
Litoria jervisiensis is een kikker uit de familie Pelodryadidae. De soort werd lange tijd tot de familie boomkikkers (Hylidae). In de literatuur wordt daarom vaak de verouderde situatie vermeld. De soort werd voor het eerst wetenschappelijk beschreven door Duméril en Bibron in 1841. De soort is genoemd naar de eerste vindplaats, Jervis Bay aan de zuidkust van New South Wales.
De soort is endemisch in Australië, waar ze voorkomt in het zuidoosten aan de oostkust van New South Wales.
Het is een vrij grote boomkikker. De rugzijde is bruin met een min of meer uitgesproken dubbele donkere band die tussen de ogen begint en naar de achterzijde van het lichaam loopt. De oksels zijn geel gekleurd. Tot 1994 werd aangenomen dat Litoria littlejohni tot deze soort behoorde. L. littlejohni is nog wat groter en heeft oranje oksels en onderzijden van de dijen in plaats van gele.